# Przelatucha płaskoogonowa
Przelatucha płaskoogonowa (Petinomys crinitus) – gatunek z rodziny wiewiórkowatych (Sciuridae) podrodziny polatuch, endemit filipiński występujący wyłącznie na obszarach Mindanao Faunal Region. Zamieszkuje lasy tropikalne, na wysokościach od 500 do 1600 metrów, najliczniej występujący na wysokościach średnich. Stosunkowo liczny, stanowi jeden z głównych składników pokarmu endemicznych filipińskich orłów: małpożerów.